# 풋 로커
풋락커(영어: Foot Locker)는 미국의 신발 제조 및 판매업체이다. 뉴욕주 뉴욕 맨해튼에 본사를 두고 있으며, 28개국에서 사업을 운영하고 있다.
1974년 창립 이후 1988년 별도 법인으로 설립하였으나 풋 로커의 뿌리는 1879년으로 거슬러 올라간다. 2001년에 풋 로커로 사명을 변경한 F. W. Woolworth Company(“울워스”)의 후속 기업이기 때문이다. 당시 독립 매장 중 상당수가 Kinney Shoes와 울워스 매장이었다. 이 회사는 회사명을 그대로 사용한 운동화 소매점 아울렛인 "풋 로커" 체인(그외 "키즈 풋 로커"와 "레이디 풋 로커" 매장 등이 있음.)과 기타 스포츠 기반 사업 분야인 Champs Sports, Footaction USA, House of Hoops 및 Final-Score 소유권이 있는 Eastbay/Footlocker.com을 운영하고 있다. 이 회사는 주력 체인인 풋 로커의 직원 유니폼이 심판 유니폼을 닮은 것으로도 유명하다.
미국 증권거래위원회(SEC)에 제출한 자료에 따르면 2017년 1월 현재 주로 쇼핑몰 입점 형태로 미국, 캐나다, 유럽, 아시아에 3,363개 매장을 보유하고 있으며 70%에 육박하는 취급 품목이 나이키 사의 제품이다.

## 역사
1963년도에 울워스는 Kinney Shoe사를 자회사로 인수하였다. 1960년대에, Kinney는 1967년에 Stylco, 1968년에 Susie Casuals, 1974년 9월 12일에는 풋 로커를 포함한 전문 신발 매장에 진출했다. 풋 로커는 캘리포니아 주 City of Industry의 Puente Hills Mall에 첫 매장을 개점했다.
1980년대에는 울워스도 Afterthoughts, Northern Reflections, Rx Place 및 Champs Sports를 포함하여 전문 매장사업 포트폴리오를 다양화했다. 1989년까지 회사는 폐쇄형 쇼핑몰을 겨냥한 여러 전문점 형식의 공격적인 전략을 추구했다. 특정 쇼핑몰에서 특정 콘셉트가 실패하면 회사가 신속하게 다른 콘셉트로 대체할 수 있다는 생각이었다. 그 회사는 각 국가의 주요 쇼핑몰에 10개의 매장을 목표로 했지만, 울워스가 많은 성공적인 전문점 형식을 개발하지 못했기 때문에 성공하지 못했다.
1988년 F.W. 울워스는 뉴욕주에 울워스 주식회사라는 별도의 회사를 설립하였다. 울워스 주식회사는 의해 운영된 다른 전문 체인 중 풋 로커 매장의 운영을 책임졌다. 이 때 한 일중 하나는 챔스 스포츠를 인수하여 울워스 애슬레틱 그룹으로 이름을 바꾼 것이었다.
1980년대와 1990년대에, F.W. 울워스 주식회사의 주력 백화점 체인은 쇠퇴하였고, 이 추세는 1997년 미국에서 울워스라는 이름으로 운영되는 마지막 매장의 폐쇄로 절정에 달했다. 다음 몇 년 동안 스포츠 사업으로의 공격적인 확장을 결정한 이 회사는 1997년에 미국에서 가장 큰 스포츠 카탈로그 소매업체인 Eastbay를 인수했으며, 이후 지역 매장 소매업체인 Sporting Goods(1997년에 인수) 그리고 The Athletic Fitters (1998년에 인수)를 인수하였다. 1997년 이후 월마트가 다우 존스 평균 지수에서 울워스를 대체했다. 울워스 주식회사는 풋 로커의 모회사로 남아 있었고, 1998년에 "Venator Group, Inc."로 사명을 바꿨다. 1990년대까지 풋 로커는 Kinney Shoe 사의 매출 70% 이상을 책임졌다. 전통적인 신발 소매업체인 Kinney가 하향하는 동안 판매가 감소했다. Venator는 1998년 9월 16일에 나머지 Kinney Shoe와 Footquarters 매장의 폐쇄를 발표했다.
1999년 2월 12일, 텍스스 오스틴의 연방 배심원단은 풋 로커 매장의 전직 매니저에게 34만 1천달러(2022년 기준 약 56만 6천 95달러 상장)를 배상하는 판결을 하였다. 해당 매니저는 회사가 백인 매니저들에게 승진 기회를 더 많이 제공하여 아프리카계 미국인 직원들에 대해 체계적으로 차별했다고 주장했다.

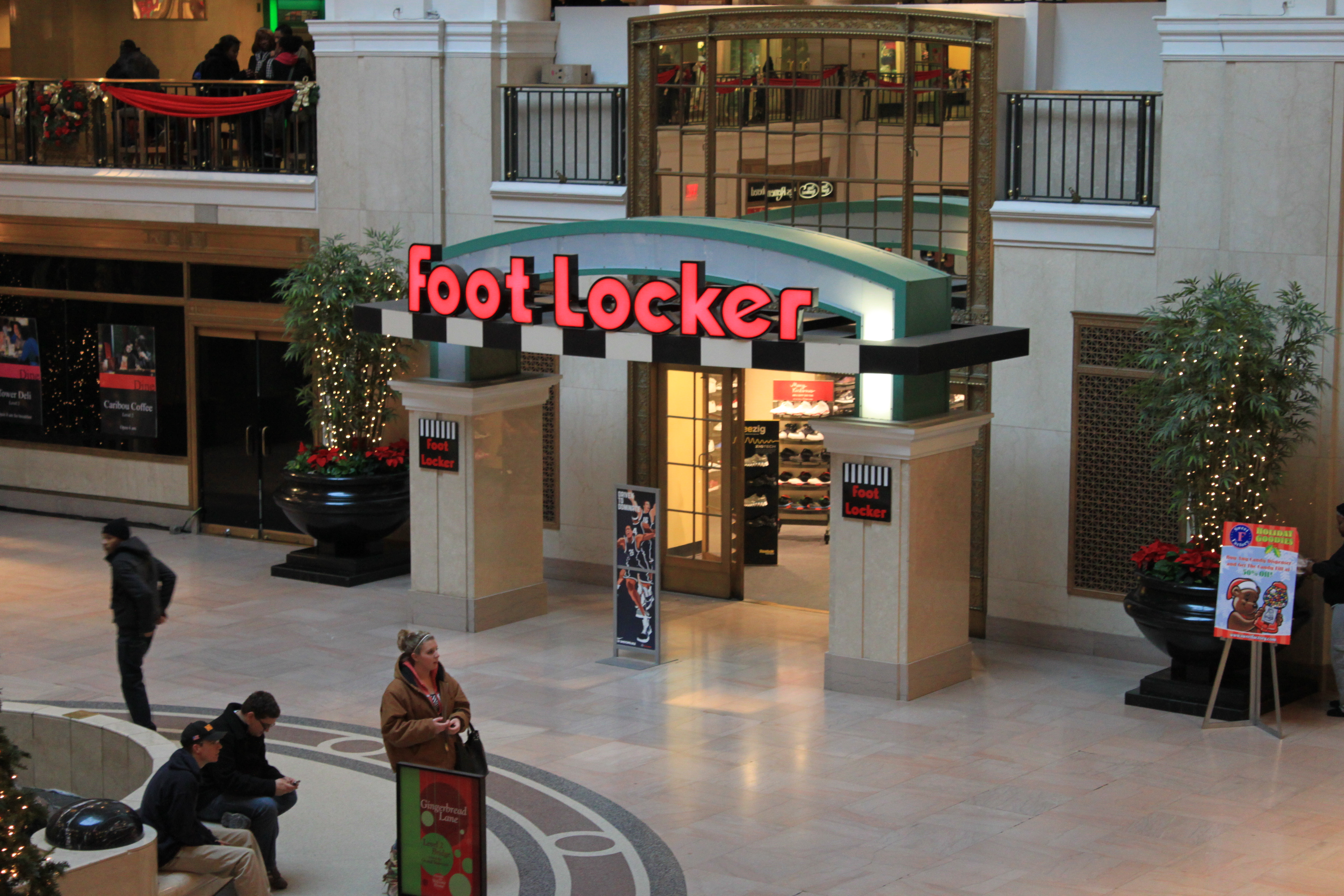
오하이오주 클리블랜드 타워 시티 센터 풋 로커 매장

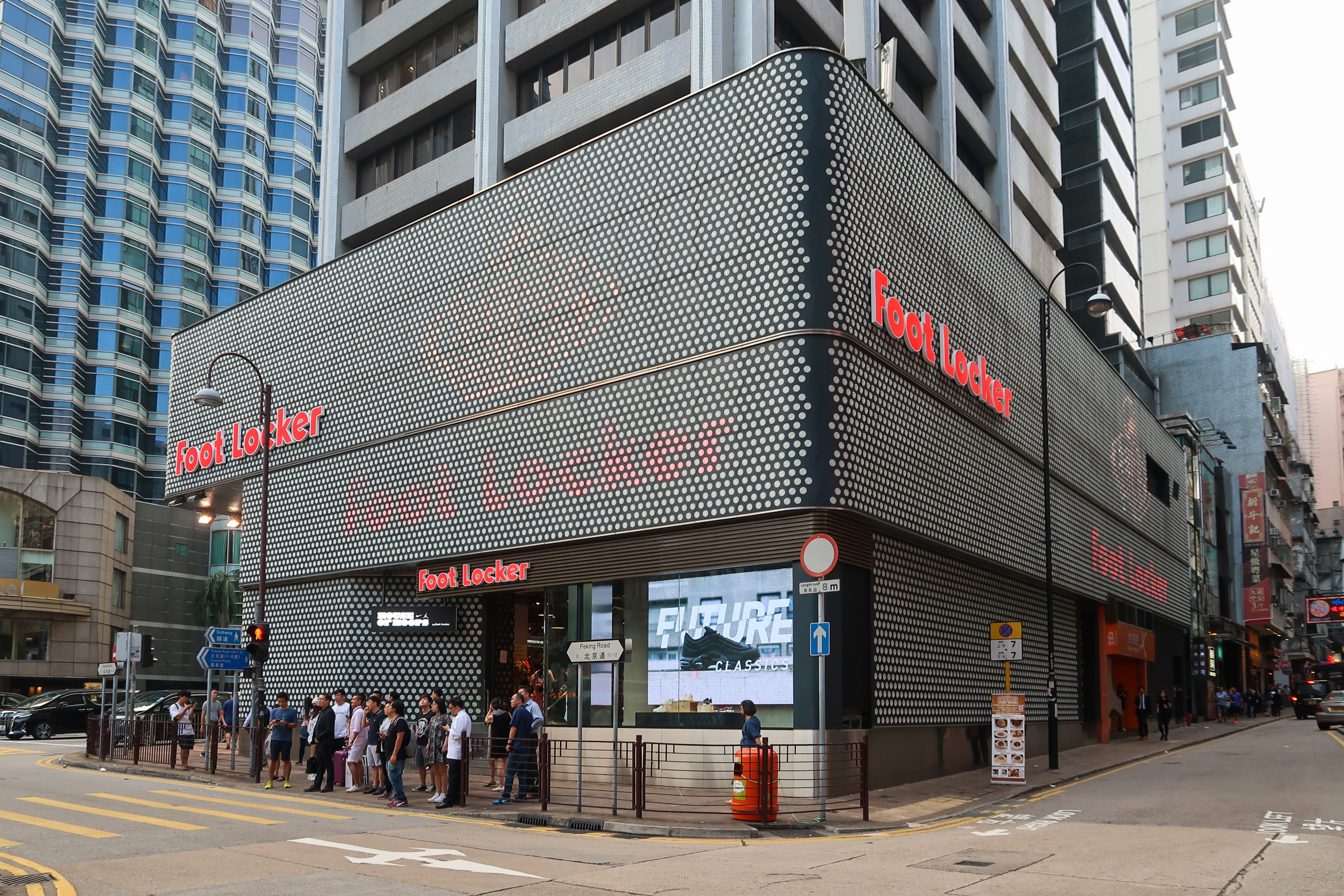
홍콩 침사추이에 위치한 풋 로커 플래그십 스토어

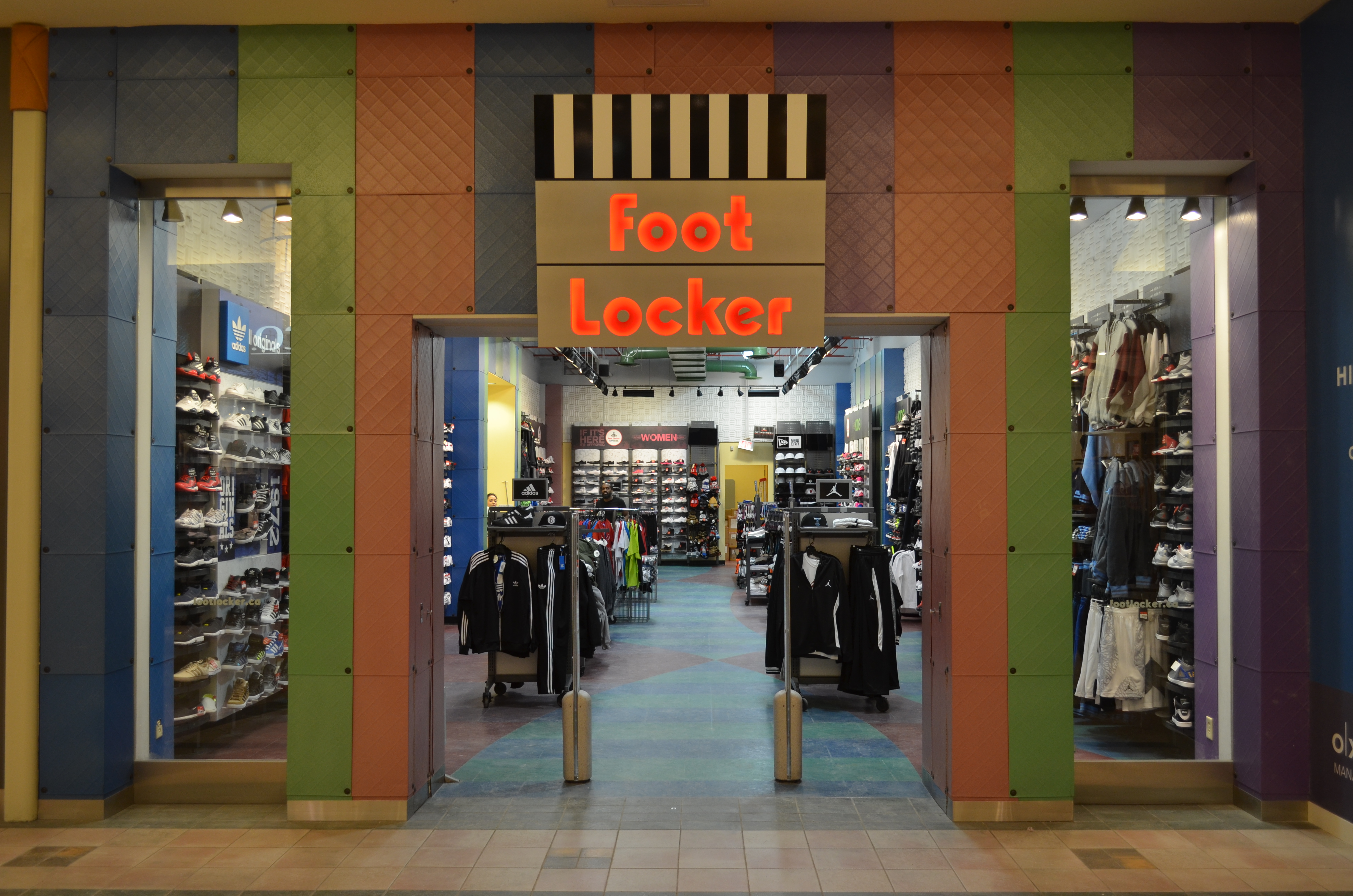
힐크레스트 몰 내 풋 로커

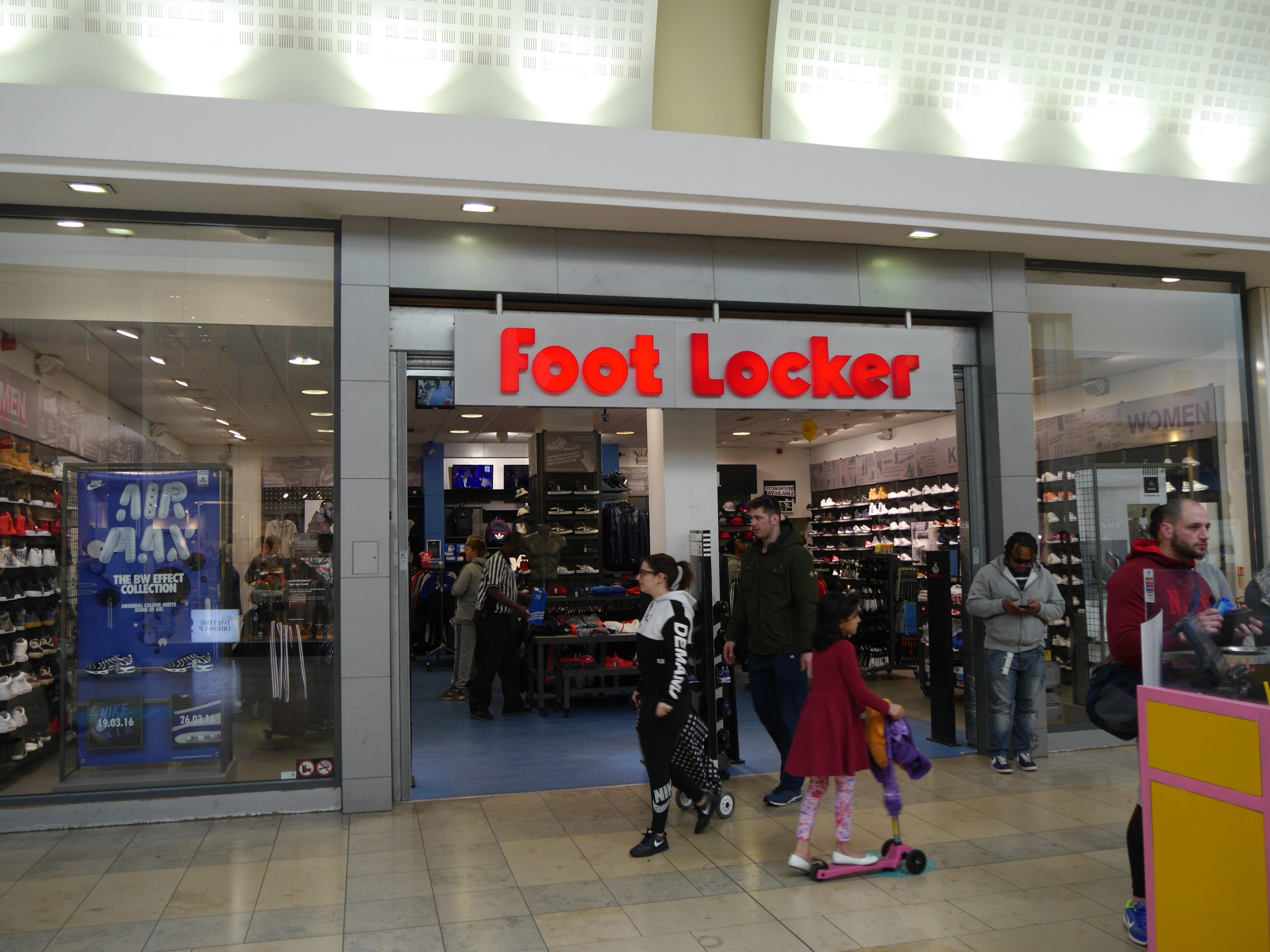
런던 Southside Wandsworth의 풋 로커

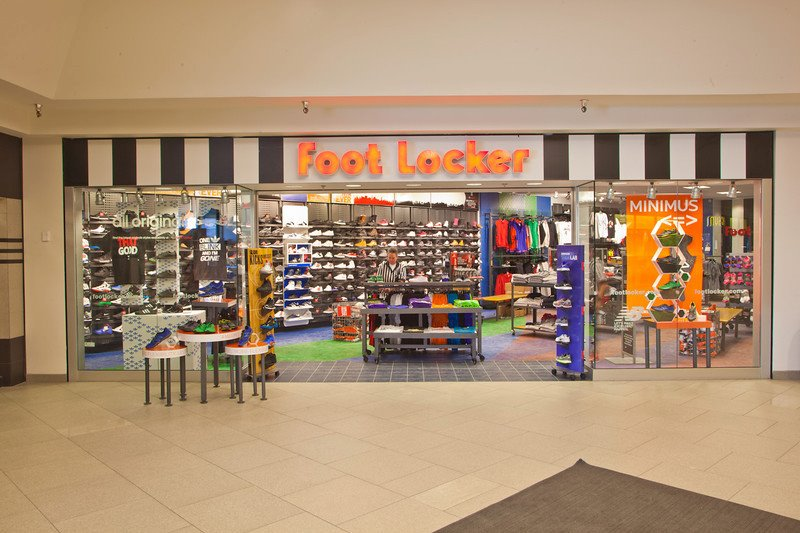
알래스카주 페어뱅크스 벤틀리 몰의 풋 로커 매장

"Foot Locker" 브랜드가  Woolworth/Venator사에서 최상위 성과를 보이는 제품 라인이 되자, 2001년 11월 2일 Venator사는 사명을 풋 로커 주식회사로 변경하였다. 2004년 11월 19일, 풋 로커 는 분기 실적이 판매실적 호조로 인해 19% 상승했음을 발표했다.
풋 로커는 2004년 풋스타로부터 풋액션 USA 브랜드와 약 350개 매장을 3억 5000만달러(2022년 기준 5억 2200만달러 상당)에 인수했다. 2004년 4월 14일 풋 로커는 도시 지역 확장을 위해 파산한 풋스타(Footstar Inc.)로부터 약 350개의 풋액션 매장을 1억 6천만 달러 (2022년 기준 2억 3천 9백만 달러 상당)에 인수하기로 합의했다고 발표했다.
2005년 1월 10일, 회사는 닉 그레이스턴이 회사에서 은퇴한 팀 핀의 뒤를 이어 풋 로커 미국 사업부의 사장 겸 최고경영자로 승진했다고 발표했다.
2007년에 풋 로커는 스쿨팩스와 to launch the Foot Locker School Rewards Program, 함께 풋 로커 학교 보상 프로그램을 시작했는데, 이 프로그램은 맞춤형 키태그나 학교 코드로 풋 로커에 가입하고 쇼핑하는 학교에 자선 기부를 제공하기 위해 고안되었다.
풋 로커는 스케이트보드 장비 소매업체인 CCS를 Alloy으로부터 현금 1억 300만 달러에 인수했다.
2011년에 풋 로커는 DoSomething 운동에 합류했다. 이 장학금 프로그램은 학업 우수성을 보여주고 스포츠 팀과 지역 사회에 헌신하는 고등학교 선수들을 후원하는 운동이다.
2012년 6월 26일, Foot Locker는 전신인 F. W. 울워스 주식회사가 뉴욕 증권 거래소에서 첫 주식 공개 100주년을 기념하여 거래일의 종가 벨을 울렸다.
2013년에는 독일 소매업체인 러너스 포인트 그룹을 인수했다.
풋 로커는 기대에 미치지 못하자 CCS 사업부를 폐쇄할 계획이었으나 2014년 대디스보드샵에 매각했다.
풋 로커는 2011년에 446위에서 시작하여 2018년에는 363위로 Fortune 500 순위에서 꾸준히 상승해왔다. to 363 in 2018. 또한, 풋 로커는 2015년 회계연도 말에 7.151억 달러의 역대 최고 매출을 기록했다.
2019년 풋 로커는 운동화 온라인 재판매 장터인 GOAT에 1억 달러(2022년 기준 1억 1,300만 달러 상당)를 투자했다. 2021년 풋 로커는 로스앤젤레스에 본사를 둔 운동 소매업체 WSS와 도쿄에 본사를 둔 Atmos를 인수했다. 2022년, 풋 로커는 그들이 2050년까지 탄소배출 중립을 달성하는 것을 목표로 할 것이라고 발표했다.
2020년 5월 미니애폴리스 세인트폴에서 열린 조지 플로이드 시위 동안 두 곳이 방화로 파괴되는 등 폭동과 약탈로 여러 풋로커 매장이 피해를 입었다.
아일랜드의 매장도 2023년 더블린 폭동 때 약탈당했다.